# Tösens
Tösens é um município da Áustria, situado no distrito de Landeck, no estado do Tirol. Tem 31,04 km² de área e sua população em 2019 foi estimada em 754 habitantes.